# Gazimurský hřbet
Gazimurský hřbet (rusky Газимурский хребет) je pohoří v Čitské oblasti Ruské federace v Zabajkalsku, v pohraniční oblasti s Čínou. Gazimurský hřbet se táhne po pravém břehu řeky Gazimur od města Gazimurskij Zavod až po její ústí do Arguně směrem na severovýchod.
Údolí řeky Gazimur odděluje Gazimurský hřbet od Borščovočného hřbetu a údolí řeky Urjumkan od Urjumkanského hřbetu. Délka pohoří je asi 200 kilometrů a nejvyšším vrcholem je Ušmunský Golec (1372 metrů).
Pohoří je tvořeno zejména z žuly, ruly, krystalické břidlice a pískovce. Hřeben většinou pokrývá modřínová tajga s oblastmi horské stepi. Na svazích jsou skalní výchozy a kamenná moře. V tajze žije zejména sobol, hnědý medvěd, los a kabar pižmový.